# 磨香
磨香（まこう）は、日本の女性シンガーソングライター。愛知県出身。
アマチュア時代の活動名は壁澤磨香。

## 略歴
1983年5月、高校生の時に自作曲「冬の華」で第25回ヤマハポピュラーソングコンテストグランプリ受賞。10月、第14回世界歌謡祭グランプリ受賞。11月、同曲でメジャーデビュー。短期間の活動で引退。

## 冬の華
冬の華（ふゆのはな）は、磨香のデビュー・シングル。1983年11月発売。B面は「暗い街」。A・B面共に作詞・作曲：磨香、編曲：磨香、大野三知代。

### 解説
古風な作風による独特な世界観が特徴である。
1984年1月〜3月放送のNHK「新 夢千代日記」の挿入歌に用いられた。

### 収録アルバム
- 「POPCON シングルコレクション 80’s」2005年 ヤマハミュージック